# Мисс Вселенная Вьетнам

Мисс Вселенная Вьетнам (вьет. Hoa hậu Hoàn vũ Việt Nam) — конкурс красоты во Вьетнаме, победительница которого представляет Вьетнам на конкурсе Мисс Вселенная. Этот конкурс существует одновременно с конкурсом мисс Вьетнам и конкурсом Мисс Мира Вьетнам.

## История
В 2008 году был проведён конкурс Мисс Вселенная Вьетнам, он состоялся 31 мая 2008 года в Нячанге. Фактически это был первый официальный конкурс Мисс Вселенная Вьетнам. Однако, дирекция конкурса не объявила о планах будущих конкурсов с 2011 года.
Победительница, Нгуен Тхюй Лам, участвовала на правах хозяйки конкурса, в конкурсе Мисс Вселенная 2008. Конкурс состоялся 14 июля 2008, также в Нячанге. Нгуен Тхюй Лам вошла в Top 15.
Из-за новых правил для национальных конкурсов красоты во Вьетнаме, начиная с 2009 года, конкурс Мисс Вселенная Вьетнам не может быть законно проведен (правила гласят, что может быть проведён только один национальный конкурс в год и Вьетнам получил лицензию в 2009 году). Таким образом, первая вице-мисс Вселенная Вьетнам 2008, Во Хоанг Йен, участвовала в конкурсе Мисс Вселенная 2009. Первая вице-мисс Вьетнам 2010, Ву Тхи Хоанг Ми, участвовала в Мисс Вселенная 2011.

## Корона
Корона конкурса Мисс Вселенная Вьетнам стоимостью в $ 12.000, была разработана ювелиром из Сингапура. Корона имеет множество кристаллов Swarovski из Австрии.

### Представительницы на конкурсе Мисс Вселенная
| Год  | Победительница        | Представляла | Место на конкурсе Мисс Вселенная |
| ---- | --------------------- | ------------ | -------------------------------- |
| 2023 | Буй Кюинь Хоа         | Ханой        |                                  |
| 2022 | Нгуен Тхи Нгок Тяу    | Тэйнинь      |                                  |
| 2021 | Нгуен Хюинь Ким Зуйен | Кантхо       | Топ 16                           |
| 2020 | Нгуен Чан Кхань Ван   | Хошимин      | Топ 21                           |
| 2019 | Хоанг Тхи Тхюи        | Тхань Хоа    | Топ 20                           |
| 2018 | Ххен Не               | Даклак       | Топ 5                            |
| 2017 | Нгуен Тхи Лоан        | Таибинг      |                                  |
| 2016 | Данг Тхи Ле Ханг      | Дананг       |                                  |
| 2015 | Пхам Тхи Хыонг        | Хайфон       |                                  |
| 2013 | Чыонг Тхи Май         | Хошимин      |                                  |
| 2012 | Лыу Тхи Зьем Хыонг    | Хошимин      |                                  |
| 2011 | Ву Тхи Хоанг Ми       | Донгнай      |                                  |
| 2009 | Во Хоанг Йен          | Хошимин      |                                  |
| 2008 | Нгуен Тхюи Лам        | Тхайбинь     | Топ 15                           |
| 2005 | Фам Тху Ханг          | Ханой        |                                  |
| 2004 | Хоанг Кхань Нгок      | Хайзыонг     |                                  |

## Мисс Вселенная Вьетнам 2008

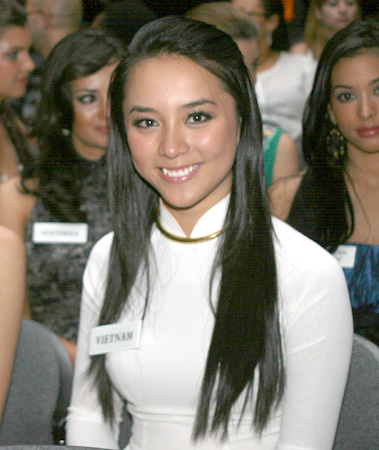
Зыонг Чыонг Тхьен Ли — вторая вице-мисс конкурса Мисс Вселенная Вьетнам 2008 — участница Мисс Мира 2008

В конкурсе Мисс Вселенная Вьетнам 2008 в Vinpearl, Нячанг, участвовало более 20 девушек. Финал конкурса включал конкурс в вечерних платьях, конкурс в купальниках и интервью. Фактически это первый конкурс Мисс Вселенная Вьетнам.

### Итоговые места
- Нгуен Тхюи Лам : Мисс Вселенная Вьетнам 2008
- Во Хоанг Йен: 1-я вице-мисс
- Зыонг Чыонг Тхьен Ли : 2-я вице-мисс

Топ 5
- Зыонг Тхи Линь
- Буй Тхи Фыонг Тхань

Топ 10
- Хоанг Кхань Нгок
- Ву Нгуен Ха Ань
- Ву Тхи Суан Ха
- Чан Тхи Зьем Чинь
- Чан Фыонг Линь

#### Специальные награды
- Мисс Фотогеничность: Зыонг Чыонг Тхиен Ли
- Мисс Туризм: Чан Зием Чинь
- Мисс Аозай: Буй Тхи Фыонг Тхань
- Мисс Дружба: Зыонг Тхюи Линь
- Мисс зрительских симпатий: Нгуен Тхюи Лам
- Мисс Талант: Нгуен Тхюи Лам
- Лучшее интервью: Нгуен Тху Лам

Конкурс Мисс Вселенная, прошедший в Нячанге в мае-июле 2008 был организован Hoan Vu Joint Stock Company (UniCorp), Ho Chi Minh City Television (HTV) и Cat Tien Sa Event Company.